# Нёбо

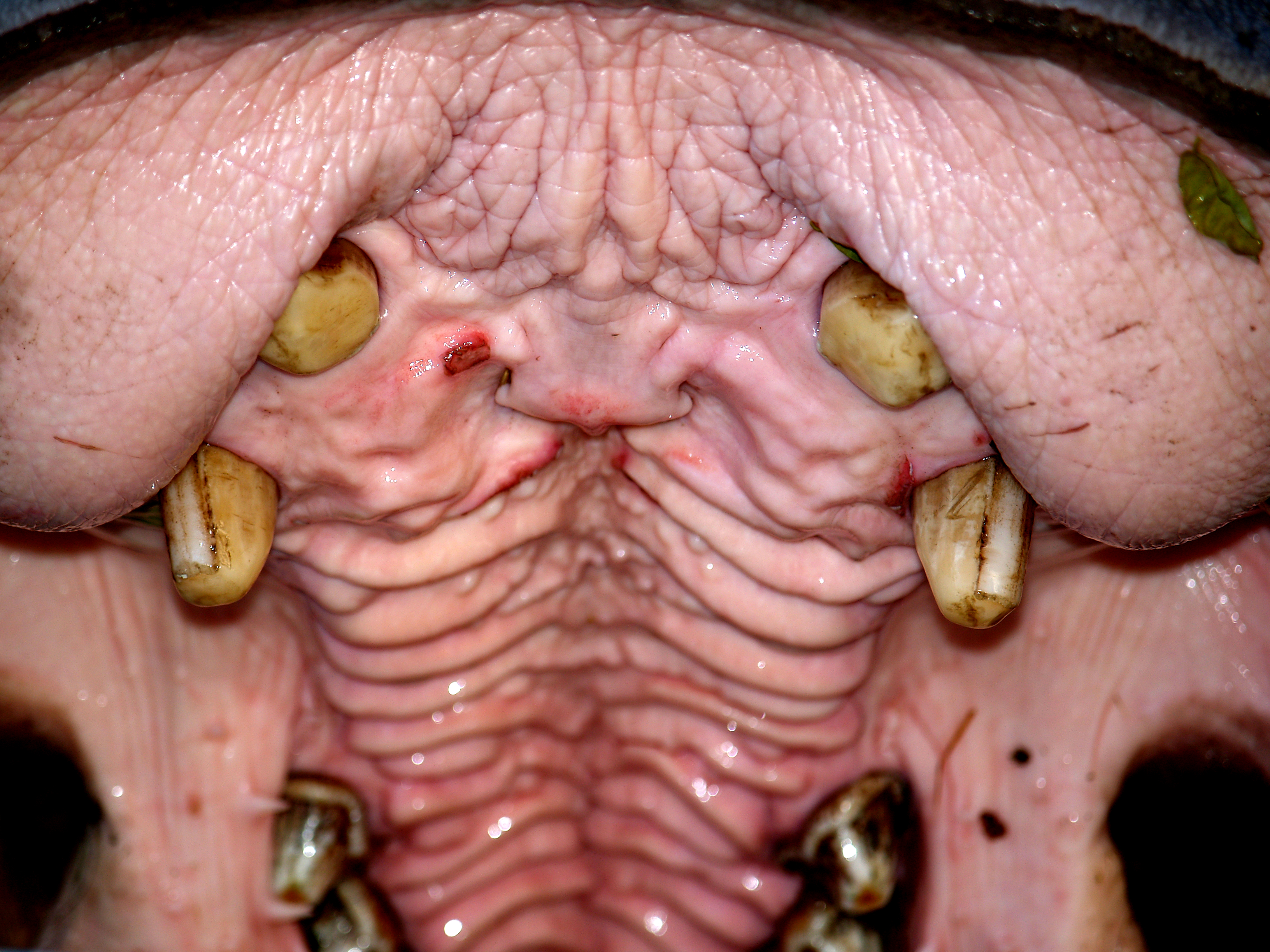
Нёбо бегемота

Нёбо (лат. palatum) — горизонтальная перегородка, разобщающая полость рта с полостью носа и носовой части глотки, общее название для двух анатомических образований — мягкого и твёрдого нёба. Нёбо является составной частью артикуляционного аппарата.

## Анатомия
Различают твёрдое (передние 2/3) и мягкое (задняя 1/3) нёбо.

### Твёрдое нёбо
Твёрдое нёбо (palatum durum) — костная стенка, которая отделяет полость рта от носовой полости — является одновременно крышей полости рта и дном носовой полости. По форме твёрдое нёбо представляет собой выпуклый кверху свод. В передней части оно образуется нёбными отростками верхнечелюстных костей, в заднем отделе горизонтальными пластинками нёбных костей.

### Мягкое нёбо
Мягкое нёбо (palatum molle) — складка слизистой оболочки, свешивающаяся над основанием языка (в виде нёбной занавески, лат. velum palatinum) и отделяющая ротовую полость от глотки. Нёбная занавеска заканчивается язычком (uvula).
Мягкое нёбо состоит из двух частей: соединительнотканной (нёбный апоневроз) и мышечной, представленной следующими мышцами:
1. Мышца, напрягающая нёбную занавеску (m. tensor veli palatini), — начинается на передней части пирамиды височной кости, идёт вперёд и медиально вплетается в нёбный апоневроз.
2. Мышца, поднимающая нёбную занавеску (m. levator veli palatini), — начинается на хрящевой части слуховой трубы, спускается вниз и вплетается в нёбный апоневроз.
3. Мышцы язычка (mm. uvulae) — начинаются от нёбного апоневроза, затем вплетаются друг в друга, образуя нёбный язычок.
4. Нёбно-язычная мышца (m. palatoglossus).
5. Нёбно-глоточная мышца (m. palatopharyngeus).

## Функции
- Вместе с другими частями полости рта участвует в образовании некоторых звуков, в частности, заднеязычных и палатальных согласных, палатализации, постальвеолярных, альвеоло-небных и увулярных согласных.
- Поперечные складки нёба у человека являются рудиментами нёбных складок у животных, которые участвуют в перетирании пищи.
- В некоторых языках (напр., немецком, английском) исторически фигурирует как один из органов восприятия вкуса, как следствие имеются соответствующие словосочетания/идиоматические выражения.

## Аномалии развития
При несращении нёбных отростков образуется так называемая волчья пасть. В таком случае ротовая и носовая полости не изолированы друг от друга. Млекопитающие, родившиеся с волчьей пастью, могут вскоре умереть из-за невозможности сосать молоко матери.